# Guarayo
Le guarayo (ou guarayu) est une langue tupi-guarani parlée en Bolivie dans le département de Santa Cruz, notamment parlée par les Guarayos (es).

## Classification
La langue fait partie de la branche II dans la Classification de Rodrigues (2007) des langues tupi-guarani, aux côtés des langues pauserna et sirionó.